# Hylaeus rugicollis
Hylaeus rugicollis là một loài Hymenoptera trong họ Colletidae. Loài này được Morawitz mô tả khoa học năm 1873.